# Rhys Chatham

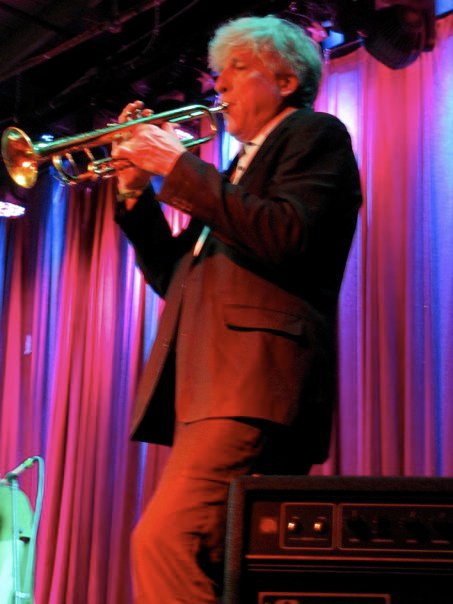
Rhys Chatham

Rhys Chatham (New York, 19 september 1952) is een Amerikaans modern klassiek componist, gitarist en trompettist.

## Biografie
Chatham groeide op in Manhattan en studeerde klassieke muziek aan New York-universiteit, met dwarsfluit als hoofdvak. Om in zijn levensonderhoud te voorzien werkte hij als pianostemmer, onder andere voor Glenn Gould en La Monte Young. Bij de laatste studeerde hij ook. In de zomer van 1976 nam de componist Peter Gordon hem mee naar een optreden van The Ramones in CBGB. Dit was het eerste rockconcert dat Chatham ooit bijwoonde. Twee dagen later kocht hij een Fender Telecaster. Chatham schreef in 1977 Guitar Trio waarbij hij gedurende 45 minuten met drie gitaristen slechts één noot speelde en daarmee een 1-limiet compositie maakte. Bij de uitvoering van deze compositie was ook Glenn Branca een van de gitaristen.
Chatham woont en werkt sinds ongeveer 1990 in Parijs. In opdracht van de gemeente Parijs componeerde hij in 2005 A Crimson Grail voor 400 gitaristen, als onderdeel van het Nuit Blanche Festival.
Hij is tevens eigenaar van het experimentele label Table of the Elements, waarop werk verschijnt van veel modern klassieke componisten en experimentele rockartiesten.
Vanwege de herwaardering voor no wave kwam het werk van Chatham na 2000 weer meer onder de aandacht en trad hij regelmatig op met zijn gitaarsymfonieën. In 2007 toerde hij in 12 steden met veel collega's die meespeelden in zijn gelegenheidsorkesten. Sonic Youth, Tortoise, God Speed You Black Emperor, Hüsker Dü, Brokeback, Lichens, Town and Country, Die Kruetzen, Bird Show en anderen. In dat jaar speelde hij ook op het Tilburgse Incubate festival met lokale muzikanten. In januari 2008 verscheen hier een 3-dubbel cd van op zijn label. Chatham voerde zijn Guitar Trio ook uit op het State-X-festival in december 2008.
Terwijl hij na 2000 regelmatig optreedt met zijn gitaarsymfonieën, concentreert Chatham zich voor zijn eigen muzikale ontwikkeling op de trompet en speelt weinig gitaar. Zijn trompet-spel is een vorm van vrije improvisatie in tegenstelling tot zijn eerdere gecomponeerde muziek.
In 2009 voert hij in New York een stuk op met 200 gitaristen, nadat hij eerder een soortgelijk optreden deed in Parijs met 400 gitaristen.

## Discografie

### Compilaties
- Factor X (Moers Music CD2008) (1983) bevat: For Brass (1982), Guitar Ring (1982), The Out Of Tune Guitar (1982), Cadenza (1981)
- Die Donnergötter (The Thundergods) (Dossier DCD9002 [Europe]/ Homestead HMS 120-4 [U.S.]) bevat: Die Donnergötter (1984-86), Waterloo No. 2 (1986), Guitar Trio (1977), Drastic Classicism (1982)
- Neon (NTone CDS15) (Collaborations with Martin Wheeler) bevat: Charm (1996), Ramatek (1994), Hornithology (1996), Neon (1993)
- A Rhys Chatham Compendium (Table Of The Elements TOE-CD-56) (2002 single-cd, uittreksel van 3-cd-boxset)
- An Angel Moves Too Fast To See: Selected Works 1971-1989 (Table Of The Elements TOE-CD-57) (2002 retrospective; 3 cd's + boek)

### Albums
- Two Gongs (gecomponeerd in 1971; live opgenomen in NYC op 15 Dec., 1989) (reissue op Table Of The Elements, TOE-CD-73)
- Echo Solo (Solo piano performances) (1989)
- Hardedge (Wire Editions 8002-2) (met Pat Thomas, Gary Smith, Gary Jeff, Lou Ciccotelli) (1999)
- A Crimson Grail: For 400 Electric Guitars (Table Of The Elements TOE-CD-106) (2007)

### Ep's
- Septile (NTone CDS28) (Collaborations with Jonathan Kane & DJ Elated System) (1997)
- Three Aspects Of The Name (Table Of The Elements TOE-LP-65) (2004; op rood vinyl)